# 藤岡康太
藤岡 康太（ふじおか こうた、1988年12月19日 - 2024年4月10日）は、日本の元騎手。滋賀県出身で、日本中央競馬会 (JRA) 栗東トレーニングセンターに所属していた。
2007年に騎手免許を取得し、2007年3月3日に初騎乗レースで初勝利。JRA史上42人目となる初騎乗・初勝利を達成する。2009年には重賞およびGIレース初勝利を挙げ、2015年には通算300勝を達成した。2024年3月30日に通算800勝を達成した。2024年4月10日に後述の落馬事故により死去。35歳だった。
調教師の藤岡健一は父、騎手の藤岡佑介は兄にあたる。

## 来歴

### 生い立ち
1988年、調教師である藤岡健一の二男として生まれる。兄・佑介に影響され乗馬を始め、その後父の影響で競馬の騎手を志す。
2004年に競馬学校第23期生として入学、同期生に浜中俊、丸田恭介、荻野琢真、草野太郎、田中健、宮崎北斗などがいる。2007年にJRAの新規騎手免許試験に合格し、同年3月1日付で平地・障害の免許を取得する。

### 騎手デビュー
2007年、宮徹厩舎の所属となり、3月3日に中京競馬場で行われた3歳未勝利戦で初騎乗を果たす。このレースで、父・健一の管理馬で1番人気に推されたヤマニンプロローグに騎乗した藤岡は、2着に1/2馬身差をつけ勝利、JRA史上42人目となる初騎乗・初勝利を達成した。また、この日の騎乗回数8回は1996年の福永祐一、1997年の武幸四郎と並ぶデビュー日最多騎乗回数タイ記録であった。
2009年にはジョーカプチーノとのコンビでファルコンステークス・NHKマイルカップ両競走を制覇し、重賞競走並びにGI競走初勝利（GI騎乗2回目での初制覇）を達成。20歳4か月22日でのGI勝利はグレード制導入後では10番目のスピード記録となり、兄・佑介よりも早いGI制覇となった。この他8月にはオーストラリアのフレミントン競馬場で行われた「アジアヤングガンズチャレンジ」に日本代表として出場、35ポイントを獲得し優勝した。

### 病気療養
2010年、2月7日の中京競馬第9競走でJRA通算100勝を達成。3月26日の早朝に胸の痛みを訴え、救急車で病院に搬送される。肺気腫（後の報道では自然気胸）と診断され、この週の騎乗予定を全て取り止めて以後、休養に入り、3月31日に手術。4月10日に一旦復帰したが、4月21日に再手術のため4月11日以降、再び休養に入り、再手術終了後の5月25日から調教に参加し、6月5日に復帰した。
しかし2011年9月18日に持病の自然気胸が再発したため騎乗を取り止め、10月23日から11月29日まで治療のため静養していた。

### 復帰後
2014年10月18日、府中牝馬ステークスをディアデラマドレで優勝して、初のGII制覇。この年は自身最多の年間51勝を記録している。
2015年3月22日、中京競馬第2競走をティーポイズンで制し、JRA通算300勝を達成。この年は59勝を記録し、前年の自己記録を上回っている。
2016年12月10日、中京競馬第6競走をフィエルテで制し、JRA通算400勝を達成。また、初勝利、JRA通算100勝・300勝・400勝、JRA重賞初勝利を中京競馬場で達成している。
2018年9月23日、神戸新聞杯をワグネリアンで制し、JRA通算500勝を重賞勝利で達成した。同馬の主戦騎手だった福永祐一騎手の落馬負傷に伴い、普段調教をつけている藤岡に代打騎乗が回ってきたことでの勝利だった。
2022年2月8日、佐賀記念をケイアイパープルで制し、人馬ともに地方交流重賞初制覇を達成した。
2023年11月19日、京都競馬第2競走で落馬負傷したライアン・ムーアから、急遽乗り替わったナミュールをマイルチャンピオンシップ優勝に導き、同馬にとっては初の、自身は14年ぶり2度目のGI勝利をあげた。ただし、最後の直線コースで外側に斜行したことについて過怠金3万円が科せられた（被害馬：レッドモンレーヴ）。なおこれが、自身生涯最後の重賞・G1制覇である。

### 落馬事故により死去
2024年4月6日、阪神競馬第7競走（4歳以上1勝クラス牝馬限定戦、ダート1,800m、12頭）でスウィートスカーに騎乗中、第3コーナーで前の馬に接触してつまずき、落馬した（馬は異常なし）。病院に搬送となり、JRAからは「頭部・胸部の負傷」と発表され、翌7日の桜花賞（エトヴプレ）を含む以降の騎乗が騎手変更となった。また、この競走についてJRAより「3コーナーでの御法（前の馬に接触した）」について、過怠金10万円が科せられた（4頭が被害馬）。事故から4日後の10日、実兄である藤岡佑介が取材に応じ、未だ重篤な状況である事を公表した。後に佑介が自身の連載するnetkeiba.comのコラムに寄せたメッセージで明かされたところによると、搬送の時点で意識がなく「正直、いつ息を引き取ってもおかしくない状況」だったという。
その後、意識を回復することなく、同月10日19時49分、搬送先の病院で死去した。35歳没。訃報は翌11日にJRAより公表された。訃報に際し、日本中央競馬会理事長の吉田正義、日本騎手クラブ会長の武豊をはじめ、国内外の競馬関係者や芸能関係者などから追悼するメッセージが多く寄せられている。
この年は中央競馬でも直近で落馬事故が続出しており、その中での殉職事故となった。

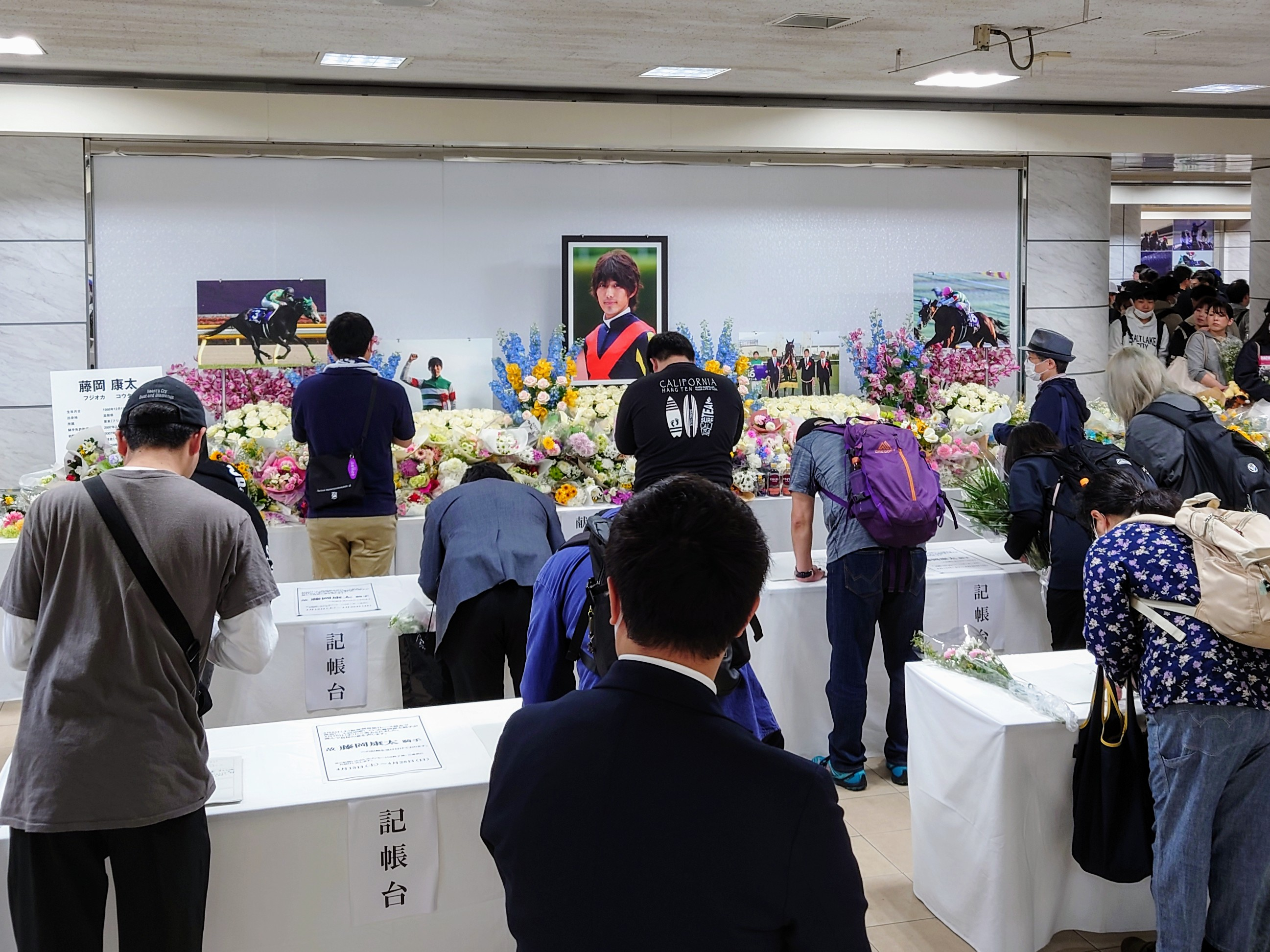
中山競馬場に設置された献花・記帳台で藤岡康太を追悼する競馬ファン

JRAは藤岡を悼み、同月13日から28日の競馬開催日において、施行される各競馬場に献花台と記帳台を設置する事となった。献花・記帳はその後、設置施設を拡大する形で同月28日の競馬開催日まで延長され、パークウインズが開催される各競馬場の他、J-PLACEを除くウインズなどのすべてのJRA発売施設にも記帳台が設置される事となった。
藤岡康太が死去後、初めて迎えた競馬開催日となった同月13日は、施行される各競馬場で追悼が行われた。当日配布されるレーシングプログラムには「4月10日（水）に藤岡康太騎手がご逝去されました。謹んで哀悼の意を表するとともに、心よりご冥福をお祈り申し上げます」と弔意が掲載され、各競馬場に半旗が掲げられた。また各騎手、開催委員などは喪章を着用して開催に臨んだ。各場の第1競走の発走前に騎手、開催関係者などがウィナーズサークルに集合し、黙祷が捧げられた。ファンによる競馬場での記帳は2日間で約1万5000筆、献花も8000基を数えたという。
藤岡が所属していた関西地区の主場開催となる阪神競馬場でも第1競走開催前にウィナーズサークルで黙祷が捧げられ、兄の藤岡佑介、日本騎手クラブ会長の武豊のほか、同じ週の落馬で負傷療養中の和田竜二も喪服で駆けつけた。黙祷の際に康太と同期の浜中俊・荻野琢真は康太が生前着用していたナミュールのジャージーを掲げて哀悼した。兄の藤岡佑介は第1競走騎乗後の取材で心境を語った。
この日は中山競馬場で中山グランドジャンプが行われ、イロゴトシに騎乗して連覇した黒岩悠はゴール入線手前50mで「康太！勝ったぞ！」と咆哮した。この声は同レースで黒岩が着用していたジョッキーカメラに収録されている。また、黒岩は優勝騎手インタビューでも哀悼の意を表した。
翌14日に無敗で皐月賞を制したジャスティンミラノは、1週間前まで康太が調教パートナーを務めていた。優勝騎手インタビューで戸崎圭太は「2週前、1週前と康太が攻め馬をつけてくれた馬。競馬場で馬の状態について事細かく教えてもらっていました。（勝利は）康太が後押ししてくれたとつくづく思います。喜んでくれると思います」と語った。同馬を管理する友道康夫も「今回の1週前追い切りに乗ってもらって『1週前としては最高でしたよ』と話したのが最後の会話でした。この勝利は彼のおかげです」と嗚咽交じりで称賛した。また、同日福島競馬のメイン競走・福島民報杯を康太も騎乗したリフレーミングで制した同期の丸田恭介は「（藤岡）康太が乗っていた馬で、縁がある馬だと思っていました。夢半ばで亡くなった同期を思うと、恥ずかしい競馬はできない、かっこいい競馬をしようと思っていました。よく伸びてくれました。強かったです」とコメントした。
葬儀は同月15日、栗東トレーニングセンター厚生会館本館体育館で日本中央競馬会・日本騎手クラブの合同葬として執り行われた。戒名は「天翔院駿温康輝居士」。約1000人の関係者が参列し、葬儀委員長の吉田正義JRA理事長、副委員長の武豊日本騎手クラブ会長、同期を代表して浜中俊による弔辞が送られ、葬儀の最後に喪主を務めた実父の藤岡健一調教師による挨拶が行われた。

### 没後
2025年2月13日、殉職した阪神競馬場で、同場と日本騎手クラブの主催により藤岡康太を追悼する桜の植樹式が行われた。桜の品種の中から、大輪の花を咲かせ濃紅色の花びらを持つベニユタカが選定され、阪神競馬場の馬頭観音像横に建立された石碑とともに、故人を偲ばせる場所となる。

## 騎乗成績
|                | 日付           | 競馬場・開催  | 競走名           | 馬名               | 頭数 | 人気 | 着順 |
| -------------- | -------------- | ------------- | ---------------- | ------------------ | ---- | ---- | ---- |
| 初騎乗・初勝利 | 2007年3月3日   | 1回中京1日1R  | 3歳未勝利        | ヤマニンプロローグ | 16頭 | 1    | 1着  |
| 重賞初騎乗     | 2007年6月17日  | 3回阪神2日11R | マーメイドS      | コスモプラチナ     | 12頭 | 8    | 7着  |
| 重賞初勝利     | 2009年3月21日  | 2回中京3日11R | ファルコンS      | ジョーカプチーノ   | 18頭 | 4    | 1着  |
| GI初騎乗       | 2008年10月19日 | 4回京都4日11R | 秋華賞           | ブライティアパルス | 18頭 | 13   | 4着  |
| GI初勝利       | 2009年5月10日  | 2回東京6日11R | NHKマイルカップ  | ジョーカプチーノ   | 18頭 | 10   | 1着  |
| 最終騎乗       | 2024年4月6日   | 2回阪神5日7R  | 4歳以上1勝クラス | スウィートスカー   | 12頭 | 5    | 中止 |

| 年度   | 1着 | 2着 | 3着 | 騎乗数 | 勝率 | 連対率 | 複勝率 |
| ------ | --- | --- | --- | ------ | ---- | ------ | ------ |
| 2007年 | 24  | 22  | 32  | 454    | .053 | .101   | .172   |
| 2008年 | 37  | 38  | 48  | 572    | .065 | .131   | .215   |
| 2009年 | 36  | 39  | 40  | 659    | .055 | .114   | .175   |
| 2010年 | 31  | 40  | 41  | 528    | .059 | .134   | .212   |
| 2011年 | 27  | 35  | 31  | 470    | .057 | .132   | .198   |
| 2012年 | 31  | 24  | 18  | 384    | .081 | .143   | .194   |
| 2013年 | 47  | 38  | 51  | 604    | .078 | .141   | .225   |
| 2014年 | 51  | 43  | 55  | 667    | .076 | .141   | .223   |
| 2015年 | 59  | 74  | 57  | 784    | .075 | .170   | .242   |
| 2016年 | 62  | 68  | 54  | 689    | .090 | .189   | .267   |
| 2017年 | 44  | 51  | 47  | 682    | .065 | .139   | .208   |
| 2018年 | 59  | 47  | 61  | 677    | .087 | .157   | .247   |
| 2019年 | 56  | 67  | 62  | 732    | .077 | .168   | .253   |
| 2020年 | 50  | 52  | 56  | 666    | .075 | .153   | .237   |
| 2021年 | 47  | 43  | 52  | 619    | .076 | .145   | .229   |
| 2022年 | 51  | 70  | 57  | 663    | .077 | .183   | .268   |
| 2023年 | 63  | 67  | 54  | 698    | .090 | .186   | .264   |
| 2024年 | 28  | 22  | 20  | 211    | .133 | .237   | .332   |
| 中央   | 803 | 840 | 836 | 10759  | .075 | .153   | .230   |
| 地方   | 16  | 14  | 10  | 81     | .198 | .370   | .494   |

- JRA公式より[2]

### 表彰歴
- 2007年中央競馬関西放送記者クラブ賞[55]

## 重賞勝利
太字はGⅠ級競走を示す
- ジョーカプチーノ （2009年ファルコンステークス、NHKマイルカップ、2011年シルクロードステークス）[56]
- オースミスパーク（2010年小倉大賞典） - 赤木高太郎の落馬負傷による乗り替わりのもの[57]。
- ブライティアパルス（2010年マーメイドステークス）[58]
- シルクフォーチュン（2011年プロキオンステークス、2012年根岸ステークス）[59]
- パッションダンス（2013年新潟大賞典）[60]
- ディアデラマドレ（2014年マーメイドステークス、府中牝馬ステークス、愛知杯）[61]
- アクティブミノル（2014年函館2歳ステークス、2015年セントウルステークス）[62]
- シャトーブランシュ（2015年マーメイドステークス）[63]
- バクシンテイオー（2016年北九州記念）[64]
- ヒーズインラブ（2018年ダービー卿チャレンジトロフィー）[65]
- ワグネリアン（2018年神戸新聞杯）
- モズアトラクション（2019年エルムステークス）
- ウーマンズハート（2019年新潟2歳ステークス）
- スワーヴアラミス（2020年マーチステークス）
- マカヒキ（2021年京都大賞典）
- ケイアイパープル（2022年佐賀記念、白山大賞典）[66]
- ケイアイドリー（2023年北海道スプリントカップ）[66]
- ナミュール（2023年マイルチャンピオンシップ）[67] - ライアン・ムーアの落馬負傷による乗り替わりのもの。
  - JRA重賞/JRA公式[2]

## エピソード
- 座右の銘は「向上心」[1]。
- 目標とする騎手としてランフランコ・デットーリの名を挙げている[1]。
- 趣味は音楽鑑賞。嶋田純次と同じくももいろクローバーZの大ファンであり、2014年には雑誌「ももクロニクル」への出演も果たした[68][69]。推しメンバーは佐々木彩夏。藤岡の訃報に際し、ももいろクローバーZ公式ホームページで佐々木による「藤岡康太騎手へ」と題した追悼メッセージを掲載している[70][71]。
- 私生活では2020年に結婚し、2023年6月に第一子となる男児をもうけている[72][73]。